# Андауа-Оркопампа
Андауа-Оркопампа — вулкан, розташований в регіоні  Арекіпа, Перу.
Андауа-Оркопампа (ісп. Andahua-Orcopampa) — вулканічне поле, що складається з  шлакових конусів. Вищою точкою вважається шлаковий конус Місауана-Маурас, висотою 4713 м. Знаходиться на західному краї хребта  Кордильєра Оксіденталь, в 20 км на північний захід від стратовулкану Коропуна. Знаходиться в так званій «долині вулканів». В районі Андауа-Оркопампи зосереджено понад 40 шлакових вулканів, які розташовані на території 240 км² і займають більше 50% долини.
Ґрунти вулканічної долини складаються переважно з трахітів і андезитів. Андауа вважається молодим вулканом. Вулканічна діяльність в даному районі можливо була кілька сотень років тому, на це вказує малозаселеність і збережені зруйновані будівлі. Є свідчення, що він був активний в  інкський період і в 1913 р. Застиглі потоки лави перекривають високогірні долини і утворюють місцями невеликі озера.

## Виноски
1. ↑  Вулкан Андауа-Оркопампа. Global Volcanism Program. Смітсонівський інститут. Процитовано 8 серпня 2012. (англ.)